# Nervios rotos
Nervios rotos (Twisted Nerve en inglés) es una película británica de suspenso psicológico de 1968 que relata la historia de un joven perturbado, Martín, que pretende, bajo el nombre de Georgie, hacerse pasar por un retrasado mental con el fin de estar cerca de Susan, una chica con la que se ha encaprichado, matando a aquellos que se crucen en su camino.

## Trama
La película comienza con Martín jugando a la pelota con su joven hermano con problemas mentales "Pete" en una escuela especial en Londres. Martín es el único hilo de la vida familiar de Pete, su padre murió años antes y su madre tiene una nueva vida con un nuevo marido. Martín expresa su preocupación por su hermano, y el bienestar para el médico de la escuela, que se siente cómodo con el progreso de Pete.
Después de la secuencia del título, Martín se muestra en una tienda de juguetes, mirando a Susan, que adquiere un juguete. Al salir, éste la sigue.En ese momento, Dos detectives encubiertos tienden a pedirles que vuelvan a la oficina del gerente. Los detectives afirman que ellos dos estaban trabajando juntos para permitir que esta robase ese juguete. Susan les asegura que nunca ha conocido a Martin. El gerente les pide a Susan por su dirección, y Martin parece hacer una laguna mental cuando ella se lo ofrece. Cuando se le preguntó por el director, Martin se vuelve "distante", presentándose como un retrasado mental, y haciéndose llamar "Georgie". Simpatizan con él, Susan paga por el juguete. Claro que se trataba de un malentendido, el gerente les permite salir.
Él regresa a la casa de sus padres discutiendo en la sala por su falta de interés en la vida. No hay alusión a un comportamiento perverso al que se había expuesto, aunque esto no fuera elaborado. Se encierra en su habitación. Si bien aislado, Martin se mira en el espejo, con el torso desnudo, examinando su marca. Parece decepcionado por su aspecto, con el tiempo de perforación y formación de grietas en el espejo de la frustración. La cámara revela una pila de revistas del edificio en el tocador de Martín.
Al día siguiente, él va a la casa de Susan y espera a que regrese. Ella llega con un joven indio llamado Shashee. Este último se despide de Susan, que le da las gracias, y ella se va a la biblioteca, donde mantiene un trabajo después de la escuela. Allí, Martín se le acerca a ella la cual de inmediato lo reconoce como 'Georgie'. Él le dice que él la siguió y le paga de vuelta el juguete. Antes de irse, Martín, como Georgie, consigue que le preste un libro sobre los animales.
Martin tiene una conversación acalorada con su padrastro, quien insiste en viajar a Australia. Martin se niega, entonces pone en marcha un plan para salir de su casa, pretende ir a Francia, y luego irse a vivir con Susan. Así que deja a su familia y llega tarde a la casa de la madre de Susan, donde ella alquila habitaciones. Presentándose como Georgie, gana la simpatía tanto de la hija , como de su madre y que le permitió quedarse.
La trama desvela un choque entre la duplicidad de la naturaleza de Martín en contra de sus deseos de ganar el corazón de Susan. Él quiere que ella lo aceptara como un amante, pero no puedo revelar que él es, de hecho, Martin, debido a que le preocupaba que lo rechazara. Mientras tanto, utiliza su nueva identidad encontrando a su favor para buscar venganza contra su padrastro, que cree que está en Francia. Esta serie de decisiones lleva al joven por el camino de la autodestrucción.

## Personajes
- Hayley Mills - Susan Harper
- Hywel Bennett - Martin Durnley / Georgie
- Billie Whitelaw - Joan Harper
- Phyllis Calvert - Enid Durnley
- Frank Finlay - Henry Durnley
- Barry Foster - Gerry Henderson
- Salmaan Peerzada - Shashie Kadir
- Christian Roberts -Philip Harvey
- Gretchen Franklin- Clarkie
- Thorley Walters - Sir John Forrester

## Música
La música fue compuesta por Bernard Herrmann y el tema de la película también puede ser escuchado en el film de Quentin Tarantino Kill Bill cuando una de las amenazantes "Elle Driver" camina emitiendo un sonido en forma de silbidos en la escena del hospital.
También puede ser oído en varios episodios de American Horror Story, una serie de televisión de horror-drama creada por Ryan Murphy y Brad Falchuk, que se estrenó en FX el 5 de octubre de 2011.
El tema también se puede escuchar en la película de Malayalam Kurish Chaappa como tono de llamada de Fahad Fazil.

## Controversia
La película es notoria por el uso del síndrome de Down, entonces conocido como mongolismo, como un catalizador para las acciones de Martin. La película abre con un descargo de responsabilidad para descontar la conexión entre la enfermedad y el comportamiento antisocial.